# Olszówka
Olszówka è un comune rurale polacco del distretto di Koło, nel voivodato della Grande Polonia.
Ricopre una superficie di 81,54 km² e nel 2006 contava 4 787 abitanti.